# Arilds kapell
Arilds kapell är en kyrkobyggnad i Arild, uppförd på 1300- eller 1400-talet. Det är Skånes enda medeltida fiskelägeskapell. Det tillhör Brunnby församling i Lunds stift och är ett annexkapell till Brunnby kyrka. Kapellet är helgat åt Jungfru Maria och S:t Mikael.

## Fiskeläget och kapellet
Arilds kapell omtalas första gången i ett påvligt brev den 8 maj 1475. Enligt detta hade fru Barbara Torkildsdatter Brahe till Bollerup eller hennes släktingar stiftat kapellet. Fru Barbara var gift med den rike Olof Stigsson Krognos som förutom Bollerup även ägde slotten Karsholm och det till Arild närbelägna Krapperup. Påven beviljade avlat till de pilgrimer som besökte detta kapell och andra som fru Barbara uppfört:
Likaledes Helge Arilds kapell nära Krapperup i samma ärkestift på den heliga Jungfrun Marias födelsedag (8 september) och Sankt Mikaels fest (29 september).
Den ursprungliga västra delen, som uppfördes troligen under perioden 1461-75, var närmast kvadratisk. Kapellet tillbyggdes österut senare på 1400-talet, och fick då dagens storlek. 1508 intygade sockenmännen i Bröndby och Jonstorp att ”Hellige Aruitz Leye i Kuldenn” tidigare hade tillhört ärkebiskopen i Lund. Vid mitten av 1500-talet var Arild det största fiskeläget i Brunnby socken. Här fanns då fyrtio familjer att jämföra med det andra fiskeläget, Mölle, som endast hade tio familjer. 1580 berättas att den danska kronan ägde några bodar i ”Helliaritz Leye”. När Carl von Linné besökte platsen 1749 hade namnformen dock ändrats till enbart ”Arillsläge”.
Kapellet genomgick en omfattande restaurering under åren 1737-44. Ytterligare restaureringar har skett efter 1700-talet.
Kapellet omges av en liten kyrkogård där enbart drunknade personer är begravda.

## Inventarier
Enligt en sentida uppgift ska en madonnabild i närbelägna Brunnby kyrka ursprungligen ha stått i Arildkapellets östra murnisch. En uppgift som sedan bevisats vara felaktig. Denna nisch kom att döljas av altartavlan som uppsattes den 28 september 1738. Altartavlan föreställer Jesus på korset och målades av Johan Henrik Scheffel.
1738 skänktes ett kyrkskepp som fortfarande finns kvar i kapellet. Det är av typ Galeas, och skänktes av Corneliuss Eriksson Bohle som var färjeman i Helsingborg.
En snidad medeltida bänk finns kvar i kapellet. I en glasbehållare förvaras några gamla tygstycken som traditionen menar är en rest av Helge Arilds skjorta. 
Kapellets kyrkklocka omgöts 1772 och var en gåva från Christoffer von Kochen och hans hustru Lovisa Amalia enligt en inskription på klockans ena sida.

### Orgel
Den nuvarande orgeln byggdes 1967 av Anders Persson Orgelbyggeri, Viken och är en mekanisk orgel.
| Manual       | Pedal   |
| Gedakt 8'    | Bihängd |
| Rörflöjt 4'  |         |
| Principal 2' |         |
| Oktava 1'    |         |

## Katolska kapellet
År 1921 byggdes ett katolskt kapell vid Villa Arildshus i västra Arild. Det är en mindre kopia av Arilds kapell. Det nya Arilds kapell är rikt smyckat med målningar av konstnären Gisela Trapp: Arilds legend samt bilder på många andra helgon och änglar, däribland en bild på den heliga Magnhild av Fulltofta, ett annat skånskt helgon.